# Hucisko (gmina Janów)
Hucisko – wieś w Polsce, położona w województwie śląskim, w powiecie częstochowskim, w gminie Janów.
W latach 1975–1998 miejscowość należała administracyjnie do województwa częstochowskiego.